# 徐貢元
徐貢元（1507年—1574年），字孔賜，號紫岩，直隸太平府繁昌縣（今峨山镇湾店村）人，民籍，明朝政治人物。

## 生平
嘉靖七年（1528年）戊子科應天府鄉試第一百三名舉人。嘉靖二十年（1541年）中式辛丑科會試第二百十一名，登第三甲第一百九十九名進士。初任刑部浙江司主事，歷升江西司署员外郎、署郎中，出为湖廣德安府知府，三十五年任陕西按察司副使、整饬潼关兵备。復除陕西副使、整饬臨鞏兵备，四十三年調河南大名兵备副使，升本省左參政，累升浙江按察使，四十五年升广西右布政使，隆庆元年八月入为光禄寺卿，十一月升順天府府尹，荫子徐有佩为國子生。隆庆二年五月遷南京大理寺卿，四年三月升南京户部右侍郎、总督粮储，六月因事连御史龐尚鵬检验布匹不合格一事，被降二级調外任。萬曆二年甲戌（1574）卒。
与夏言、海瑞、鄒元標称为天下四君子。

## 家族
曾祖徐俊；祖父徐瑞，義官；父徐昆，訓導。母丁氏。具庆下。